# Prodidomus tigrinus
Prodidomus tigrinus là một loài nhện trong họ Gnaphosidae.
Loài này thuộc chi Prodidomus. Prodidomus tigrinus được R. de Dalmas miêu tả năm 1919.